# حمام الضلعة
حمام الضلعة هي بلدية تقع شمال ولاية المسيلة يبلغ عدد سكانها أكثر من 64 ألف حسب إحصاء 2008.